# Cathédrale Sainte-Marie-de-l'Assomption de Vaison-la-Romaine
 (juillet 2021).
Si vous disposez d'ouvrages ou d'articles de référence ou si vous connaissez des sites web de qualité traitant du thème abordé ici, merci de compléter l'article en donnant les références utiles à sa vérifiabilité et en les liant à la section « Notes et références ».
La  cathédrale Sainte-Marie-de-l'Assomption ou cathédrale de la Haute-Ville est une ancienne cathédrale catholique située à Vaison-la-Romaine, dans le département français de Vaucluse en région Provence-Alpes-Côte d'Azur.
Elle fait l'objet d'un classement au titre des monuments historiques depuis 1994.

## Édifice
Le site de la cathédrale est le lieu d'une ancienne église construite au XIIe siècle. À la suite de la décision de la communauté de construire une nouvelle cathédrale dans la ville haute, pour avoir un lieu de culte plus proche de leur lieu de vie, cet emplacement fut choisi. La construction d'un nouvel édifice commença en 1464. Des pierres sont récupérées des ruines de l'ancienne chapelle Saint-Laurent, située dans la plaine. Ces pierres sont reconnaissables dans les parements à leur marque de tâcheron. La cathédrale fut commencée par l'évêque Guillaume III de Cheisolme, qui y fit installer un orgue et son tombeau.

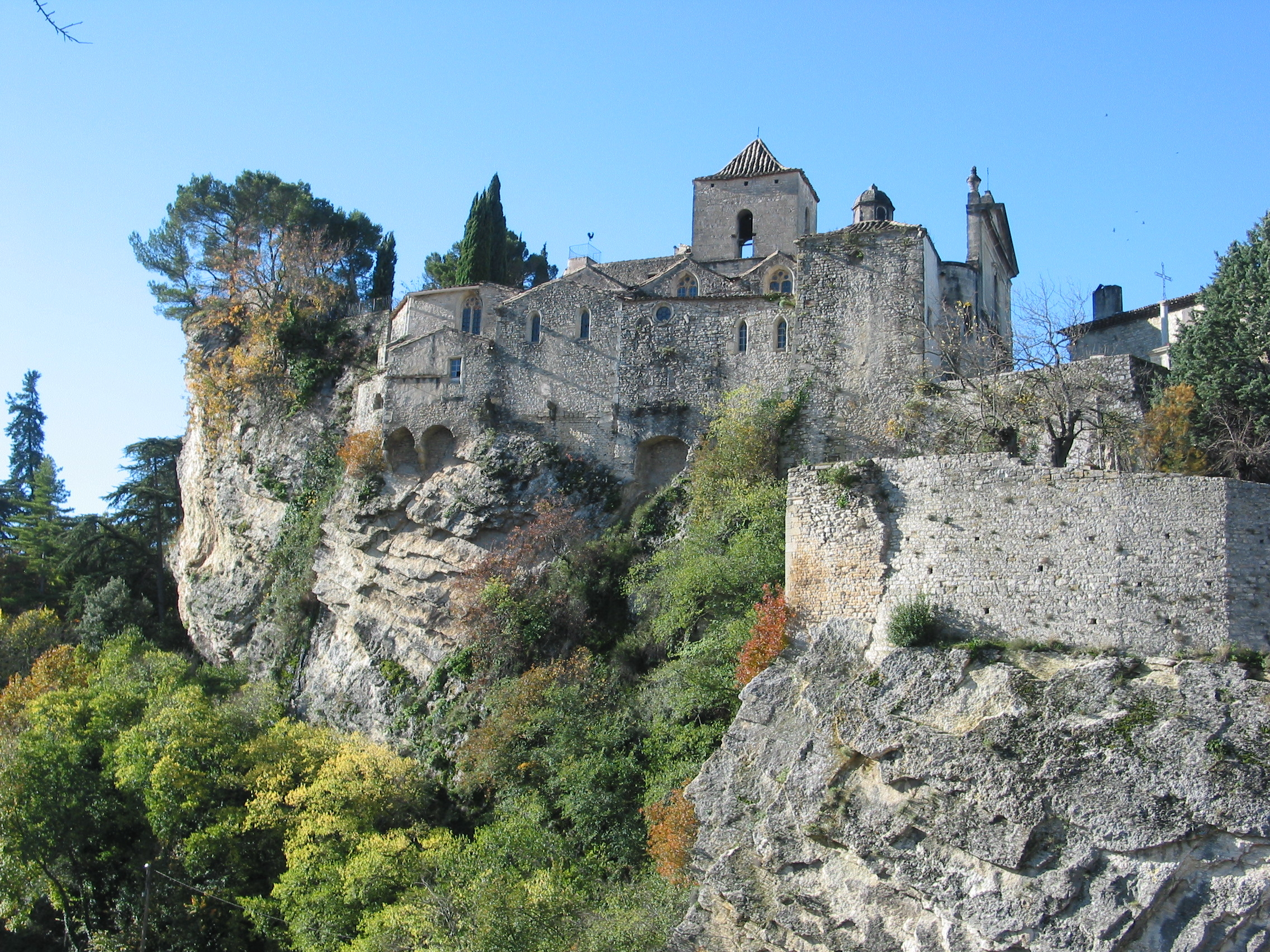
Cathédrale Sainte-Marie-de-l'Assomption, dite Cathédrale-Haute, située dans la cité médiévale de Vaison-la-Romaine. Vue « côté Ouvèze ».

La cathédrale est située à l’aplomb de la falaise et fait partie à sa base du rempart de la haute-ville.
Cet édifice est modifié au fil du temps jusqu'au XVIIIe siècle. La cathédrale a été délaissée en 1897 au profit de l'ancienne cathédrale romane Notre-Dame-de-Nazareth. En conséquence, elle devient à cette date une église paroissiale. Elle est dédiée à la Bienheureuse Vierge Marie, saint Quenin, saint patron de la ville de Vaison, et tous les saints tandis que dans la plaine, la cathédrale Notre-Dame-de-Nazareth de Vaison est dédiée à Notre Dame.
La cathédrale fait l’objet d’un classement au titre des monuments historiques depuis le 19 mai 1994. Elle avait fait auparavant l'objet d'une inscription au titre des monuments historiques le 27 décembre 1946, inscription annulée lors de son classement.
Elle a été fermée pendant vingt-cinq ans, restaurée en 2015, et rouverte au public pour des manifestations culturelles et cultuelles, mais n'ayant pas été désaffectée. Son mobilier et ses objets liturgiques, dont une remarquable statue de saint Joseph à l'Enfant Jésus en bois doré du XVIIe siècle, et un tableau représentant le repentir de saint Pierre par Guillaume Grève, lui ont été restitués. Les restaurations sont toujours en cours, dont la consolidation d'une fresque, située sur la voûte d'une des chapelles, représentant le couronnement de la Vierge. Un appel à dons a été ouvert par la Fondation du patrimoine afin de préserver la cathédrale de plusieurs périls. 